# Inmaculada Riera i Reñé
Inmaculada Riera i Reñé (Barcelona, 31 de octubre de 1960) es una abogada y política española, diputada al Congreso de los Diputados en la VII, IX y X Legislaturas. Actualmente ocupa el cargo de directora general de la Cámara de Comercio de España. 

## Biografía
Licenciada en Derecho por la Universidad de Barcelona, diplomada en Derecho Comparado por la Universidad de Estrasburgo, máster en Política y Economía Internacional por la Universidad de Florencia y PADE por IESE. Es directiva en EEFF en Europa y directivo y consultor económico-financiero para pymes.
Militante de Convergencia Democrática de Cataluña, es secretaria de Industria y Trabajo, miembro del Comité Ejecutivo del Partido y Consejera Nacional. Ha recibido el premio Franco Passari de 1991. 
En el año 2002 sustituyó como diputada en Madrid a Heribert Padrol i Munté, escogido en las elecciones generales españolas de 2000 y hasta 2004 fue vicepresidenta segunda de la Comisión de Economía y Hacienda. Fue escogida diputada por la provincia de Barcelona por CiU a las elecciones generales españolas de 2008 y 2011. Ha sido secretaria de la Comisión de Peticiones y portavoz adjunta de la Comisión de Economía y Competitividad. El 24 de septiembre de 2015 anunció que renunciaba al acta de diputada de CDC al Congreso, para reincorporarse a su vida profesional. Desde 2016 ocupa el cargo de directora general de la Cámara de Comercio de España.